# シータ波

シータ波

シータ波、θ波（シータは、英: theta wave）は、脳波計 (EEG) によって計測される。頭皮に取り付けられた電極から記録された脳波で周波数4Hzから8Hzの周波数の事をシータ波と呼ぶ。

## 研究
海馬では、8Hzぐらいの周波数の強い脳波である「シータ波」が観測されることが知られる。この脳波は、神経細胞の集団が同期活動をすることによって生成される。
学習の際に特徴的に現れる脳回路活動（シータ波）によって、記憶形成を担う海馬新生ニューロンの分化が促進されることが判明した。
海馬にシータ波が伝わるとニューロン前駆細胞が刺激され、ニューロンへの分化が促進されることを発見した。この際、最終的には新生ニューロンの数が増加することも証明した。